# Queerearrup Lake
Queerearrup Lake är en sjö i Australien. Den ligger i delstaten Western Australia, omkring 220 kilometer sydost om delstatshuvudstaden Perth. Queerearrup Lake ligger 244 meter över havet.
Trakten runt Queerearrup Lake består till största delen av jordbruksmark. Trakten runt Queerearrup Lake är nära nog obefolkad, med mindre än två invånare per kvadratkilometer. Genomsnittlig årsnederbörd är 617 millimeter. Den regnigaste månaden är september, med i genomsnitt 113 mm nederbörd, och den torraste är februari, med 5 mm nederbörd.